# F3 messicana
Il Campionato Messicano di Formula 3, conosciuto anche come F3 messicana è stato un campionato di Formula 3 dello Stato del Messico ed è stato disputato dal 1990 al 2002 per poi essere stato sostituito dalla Formula Renault Messicana. È stato un campionato nazionale di Formula 3 del paese centro americano, e pur avendo avuto varie case automobilistiche che vi partecipavano, è stato sempre dominato dai motori Alfa Romeo e VW.

## Albo d'oro
| Stagione | Pilota              | Auto               |
| -------- | ------------------- | ------------------ |
| 1990     | Carlos Guerrero     | Reynard-Alfa Romeo |
| 1991     | Adrián Fernández    | Reynard Alfa Romeo |
| 1992     | Cesar Tiberio Gomez | Reynard Alfa Romeo |
| 1993     | Carlos Guerrero     | Reynard Alfa Romeo |
| 1994     | Carlos Guerrero     | Reynard Alfa Romeo |
| 1995     | Derek Higgins       | Reynard Alfa Romeo |
| 1996     | Rod MacLeod         | Reynard Alfa Romeo |
| 1997     | Derek Higgins       | Reynard Alfa Romeo |
| 1998     | Carlos Perea        | Dallara Volkswagen |
| 1999     | Eduardo Oliveira    | Dallara Volkswagen |
| 2000     | Jose Antonio Ramos  | Dallara Volkswagen |
| 2001     | Gilberto Jimenez    | Dallara Volkswagen |
| 2002     | Guillermo Zapata    | Dallara Volkswagen |